# Bianca d'Este
Bianca Maria d'Este (18 dicembre 1440 – Mirandola, 12 gennaio 1506) è stata una nobildonna italiana, signora consorte di Mirandola e contessa consorte di Concordia dal 1468 al 1499, come moglie di Galeotto I Pico.

## Biografia

### Nascita, famiglia e gioventù
Bianca Maria d'Este nacque il 18 dicembre 1440 dal marchese Niccolò III d'Este, signore di Ferrara, e da Anna de' Roberti (secondo altre fonti da Caterina de Taddeo). Tra i suoi fratelli si ricordano Leonello, Borso e Ercole I.
Fu educata secondo le usanze di corte da un maestro personale, Antonio da Casteldurante, e manifestò una certa inclinazione per lo studio della lingua greca e di quella latina e per la poesia. Se scrisse versi non vi è rimasta alcuna traccia, ma numerose sono le testimonianze dei suoi studi e delle sue letture.
Per l'erudizione e l'eleganza venne lodata da due letterati del tempo: Francesco Filelfo e Tito Vespasiano Strozzi. Il Filelfo le inviò una lettera nel 1462, dove la elogia per i suoi studi e per il suo ingegno. Lo Strozzi le dedicò un elogio in poesia, nel quale vengono espressi sostanzialmente i medesimi concetti della lettera del Filelfo.

### Matrimonio

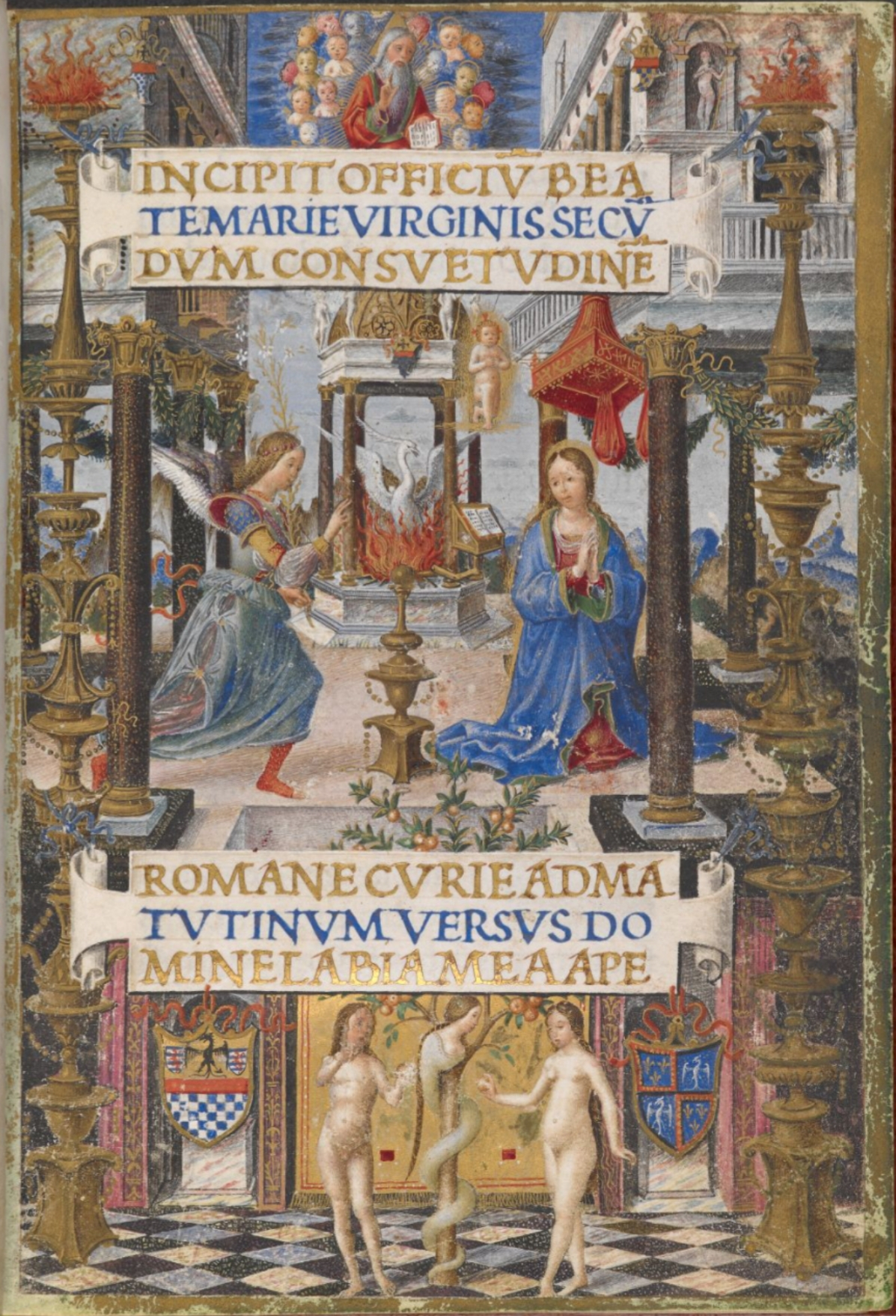
Gian Francesco de' Maineri, Le Ore della Mirandola con gli stemmi di Galeotto I e Bianca d'Este (British Library, Londra)

Federico da Montefeltro, duca di Urbino, aveva inizialmente stabilito il matrimonio di Bianca con suo figlio Buonconte, ma questi morì all'età di quattordici anni e le nozze saltarono. Quindi, intorno al 1466, iniziarono le trattative fra gli Este e i Pico. Lo sposo era Galeotto I Pico, già signore della Mirandola. Le nozze tra i due vennero celebrate nel 1468, con sfarzose cerimonie sia a Ferrara sia a Mirandola. Delle cerimonie ne restano testimonianze nelle cronache coeve ed nell'affresco di Luglio del Salone dei Mesi di Palazzo Schifanoia a Ferrara. Al momento delle nozze Bianca era intorno ai 28 anni, mentre il marito era più giovane di lei di questi 2 anni.
Le nozze, inoltre, rinsaldarono l'alleanza tra la famiglia Pico e gli Estensi, procurando un periodo di pace per lo Stato della Mirandola, non più minacciato dalle vicine fortezze di Finale Emilia, Massa Finalese e San Felice.
Bianca, dopo il matrimonio, si trasferì a Mirandola, dove il marito era in conflitto con il fratello Antonio Maria; continuò comunque a seguire gli avvenimenti della corte ferrarese, sia quelli politici sia quelli mondani.
Nel 1489 si ammalò gravemente ma, poi, si riprese fortunatamente e si impegnò a seguire le vicende della Mirandola, fino al punto che dal 1491 svolse più volte le funzioni del marito quando questi doveva assentarsi.

### Vedovanza
Nell'aprile del 1499 il marito Galeotto morì e Bianca, ora vedova, si trovò al centro delle discordie tra i suoi tre figli maschi, Gianfrancesco, Ludovico e Federico.
Gianfrancesco era il figlio primogenito ed era stato designato dal padre Galeotto come suo unico erede, decisione che non fu trovata giusta dagli altri fratelli. Dopo un tentativo di compromesso fra loro, la lotta divenne aperta. Bianca parteggiava apertamente per i figli minori e ne è testimonianza una lettera del 1499 che lei inviò al marchese di Mantova, in cui gli chiedeva di aiutarla a fronteggiare Gianfrancesco e di far valere i propri diritti nei confronti dei fratelli. Ma Gianfrancesco prese il potere con le armi, estromettendo dal governo della Mirandola sia i fratelli sia la madre, che divenne di fatto sua prigioniera: Bianca richiese allora l'aiuto di suo fratello, il duca Ercole di Ferrara. Nel 1502 la situazione venne risolta da un intervento armato di Ludovico e Federico, che liberarono la madre e costrinsero il fratello Gianfrancesco all'esilio.
Negli anni successivi, così come avvenne durante l'epoca del marito, Bianca si occupò spesso del governo.

### Morte e sepoltura

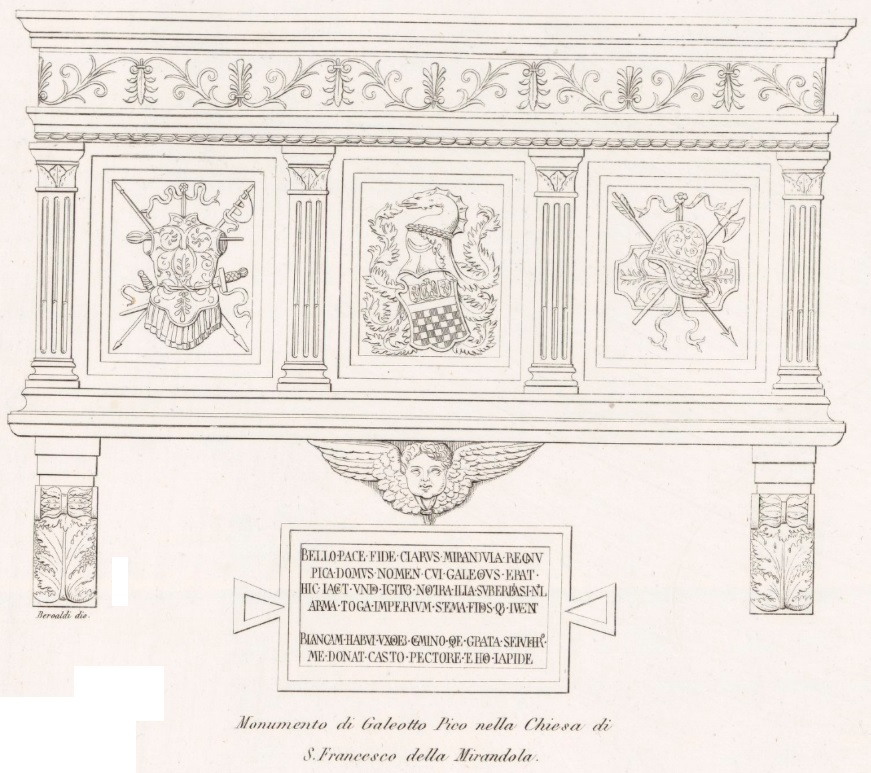
Disegno della tomba di Galeotto I Pico (fronte), presso la Chiesa di San Francesco a Mirandola.

Bianca morì il 12 gennaio 1506 a Mirandola e fu sepolta accanto al marito nella Chiesa di San Francesco.
Infatti, alla morte del marito Galeotto, Bianca divenne religiosa e fece erigere nella Chiesa di San Francesco un sarcofago di pietra scolpita "all'antica", degno proprio di un soldato, con fregi e simboli militari (un trofeo d'armi, un elmo, un'ascia, un dardo, una spada; al centro lo stemma dei Pico sormontato da un drago nascente, simbolo dei ghibellini; ai lati una fenice che risorge dalle proprie ceneri incendiate dal Sole e la Croce di Cristo sul Golgota) e l'iscrizione scolpita:
(Epitaffio sulla tomba di Galeotto I Pico nel Pantheon dei Pico della Chiesa di San Francesco)

## Discendenza
Dal matrimonio di Bianca d'Este con Galeotto I Pico nacquero i seguenti figli:
- Giovanni Francesco II Pico,[1] detto Gianfrancesco II (* 1469 – † 1533), effettivo erede e successore del padre, sarà al potere a più intervalli, fino al suo assassinio da parte del nipote Galeotto II Pico.[3] Sposò Giovanna Carafa ed ebbe discendenza;[3]
- Federico I Pico[1] (* 1470 – † 1504), nel 1502 tolse con la forza il potere al fratello Gianfrancesco II e governò insieme all'altro fratello Ludovico I Pico;[3]
- Ludovico I Pico[1] (* 1472 – † 1509), nel 1502 tolse con la forza il potere al fratello Gianfrancesco II e governò insieme all'altro fratello Federico I Pico.[3] Sposò Francesca Trivulzio ed ebbe discendenza;[3]
- Maddalena Pico (* 1473 – † 1542), monaca clarissa al monastero di Santa Chiara di Firenze;[3]
- Galeotto Pico (* 1474 – † 1533), assassinato da Galeotto II Pico insieme al fratello Gianfrancesco II Pico.[3] Secondo altre fonti nacque illegittimo;
- Eleonora Pico (* 1478 – † settembre/ottobre 1529[6]), l'11 settembre 1488[7] sposò in prime nozze Pietro Attendolo Bolognini, conte di Sant'Angelo Lodigiano; poi sposò in seconde nozze nel marzo 1509[6] Galeazzo I Pallavicino, marchese di Busseto.[3]

## Ascendenza
|                    |     |                    | Genitori       |  |  | Nonni |  |  | Bisnonni          |  |  | Trisnonni              |  |
|                    |     |                    |                |  |  |       |  |  | Obizzo III d'Este |  |  | Aldobrandino II d'Este |  |
|                    |     |                    |                |  |  |       |  |  | Obizzo III d'Este |  |  | Aldobrandino II d'Este |  |
|                    |     | Alda Rangoni       |                |  |  |       |  |  | Obizzo III d'Este |  |  |                        |  |
| Alberto V d'Este   |     |                    |                |  |  |       |  |  | Obizzo III d'Este |  |  |                        |  |
|                    |     | Lippa Ariosti      | Jacopo Ariosti |  |  |       |  |  |                   |  |  |                        |  |
|                    |     | Lippa Ariosti      | Jacopo Ariosti |  |  |       |  |  |                   |  |  |                        |  |
|                    |     | Lippa Ariosti      | …              |  |  |       |  |  |                   |  |  |                        |  |
| Niccolò III d'Este |     | Lippa Ariosti      |                |  |  |       |  |  |                   |  |  |                        |  |
|                    |     | Alberto Albaresani | …              |  |  |       |  |  |                   |  |  |                        |  |
|                    |     | Alberto Albaresani | …              |  |  |       |  |  |                   |  |  |                        |  |
|                    |     | Alberto Albaresani | …              |  |  |       |  |  |                   |  |  |                        |  |
| Isotta Albaresani  |     | Alberto Albaresani |                |  |  |       |  |  |                   |  |  |                        |  |
|                    |     | ...                | …              |  |  |       |  |  |                   |  |  |                        |  |
|                    |     | ...                | …              |  |  |       |  |  |                   |  |  |                        |  |
|                    |     | ...                | …              |  |  |       |  |  |                   |  |  |                        |  |
| Bianca d'Este      |     | ...                |                |  |  |       |  |  |                   |  |  |                        |  |
|                    | ... | …                  |                |  |  |       |  |  |                   |  |  |                        |  |
|                    | ... | …                  |                |  |  |       |  |  |                   |  |  |                        |  |
|                    | ... | …                  |                |  |  |       |  |  |                   |  |  |                        |  |
| …                  | ... |                    |                |  |  |       |  |  |                   |  |  |                        |  |
|                    |     | ...                | …              |  |  |       |  |  |                   |  |  |                        |  |
|                    |     | ...                | …              |  |  |       |  |  |                   |  |  |                        |  |
|                    |     | ...                | …              |  |  |       |  |  |                   |  |  |                        |  |
| …                  |     | ...                |                |  |  |       |  |  |                   |  |  |                        |  |
|                    |     | ...                | …              |  |  |       |  |  |                   |  |  |                        |  |
|                    |     | ...                | …              |  |  |       |  |  |                   |  |  |                        |  |
|                    |     | ...                | …              |  |  |       |  |  |                   |  |  |                        |  |
| ...                |     | ...                |                |  |  |       |  |  |                   |  |  |                        |  |
|                    |     | ...                | …              |  |  |       |  |  |                   |  |  |                        |  |
|                    |     | ...                | …              |  |  |       |  |  |                   |  |  |                        |  |
|                    |     | ...                | …              |  |  |       |  |  |                   |  |  |                        |  |
|                    |     | ...                |                |  |  |       |  |  |                   |  |  |                        |  |